# NGC 5031
NGC 5031 este o galaxie lenticulară situată în constelația Fecioara. A fost descoperită în 17 martie 1881 de către Edward S. Holden⁠(d). Se află la o distanță de 39,85 de megaparseci de Pământ.